# Strömmasjön
Strömmasjön är en sjö i Halmstads kommun i Halland och ingår i Genevadsåns huvudavrinningsområde. Sjön har en area på 0,0282 kvadratkilometer och ligger 46 meter över havet. Sjön avvattnas av vattendraget Alslövsån.

## Delavrinningsområde
Strömmasjön ingår i det delavrinningsområde (628346-133138) som SMHI kallar för Utloppet av Strömmasjön. Medelhöjden är 57 meter över havet och ytan är 1,09 kvadratkilometer. Räknas de 11 avrinningsområdena uppströms in blir den ackumulerade arean 37,14 kvadratkilometer. Alslövsån som avvattnar avrinningsområdet har biflödesordning 2, vilket innebär att vattnet flödar genom totalt 2 vattendrag innan det når havet efter 17 kilometer. Avrinningsområdet består mestadels av skog (59 %) och jordbruk (16 %). Avrinningsområdet har 0,03 kvadratkilometer vattenytor vilket ger det en sjöprocent på 2,7 %.